# 抑制控制
抑制控制（英語：Inhibitory control），是指个体抑制住自己的冲动、本能的认知过程，以便执行与自己预期目标相符的有关行为。比方说，面对一个看上去很美味的蛋糕时，为了节食而选择拒绝食用，这就是抑制控制在起作用。抑制控制是一种管控功能，其中自我管理是抑制控制很重要的一方面。前額葉皮質、尾状核和丘腦下核都参与了抑制控制的认知过程。